# Lasowe (hromada Brody)
Lasowe (ukr. Лісове) – wieś na Ukrainie w rejonie złoczowskim należącym do obwodu lwowskiego.
Do 2020 w rejonie brodzkim. 